# Нерозв'язані проблеми біології
У цій статті перераховано наразі нерозв'язані проблеми біології.

## Загальна біологія

### Еволюція та витоки життя
- Походження життя. Як саме і коли зародилося життя на Землі? Яка, якщо така є, із багатьох гіпотез правильна?
  - Витоки вірусів. Як саме і коли виникли різні групи вірусів?
  - Позаземне життя. Чи могло життя, яке не походить від планети Земля, розвинутись і на інших планетах? Чи може це життя бути розумним?
  - Які хімічні витоки життя? Як неживі хімічні сполуки породили самовідтворювані складні життєві форми?
- Еволюція статевого розмноження. Які вибіркові переваги сприяли розвитку статевого розмноження, і як воно розвивалося?[1]
  - Гомосексуальність. У чому причина гомосексуальності, особливо у людського виду?
- Розвиток та еволюція мозку. Як і чому розвивався мозок? Які молекулярні детермінанти розвитку індивідуального мозку?

### Біохімія та біологія клітин
- Що роблять білки з невідомою функцією? Майже за два десятиліття з моменту секвенування перших еукаріотів «біологічна роль» близько 20 % білків досі невідома[2]. Багато з цих білків зберігаються у більшості видів еукаріотів, а деякі зберігаються в бактеріях, що вказує на життєво важливу роль[2][3][4].
- Визначники розміру клітин. Як клітини визначають, до якого розміру рости, перш ніж ділитись?
- Апарат Гольджі. Який точний механізм транспортування білків через апарат Гольджі?
- Механізм дії ліків. Механізми дії багатьох лікарських засобів, включаючи парацетамол, літій, талідомід та кетамін[5], повністю не вивчено.
- Згортання білків. Який код[прояснити] згортання? Який механізм згортання? Чи можемо ми передбачити нативну структуру білка з його амінокислотної послідовності? Чи можна передбачити вторинну, третинну та четвертинну структуру поліпептидної послідовності, виходячи виключно з самої послідовності та інформації про навколишнє середовище? Зворотна проблема згортання білка: чи можливо створити поліпептидну послідовність, яка буде приймати задану структуру в певних умовах навколишнього середовища?[6][7] Це було досягнуто для кількох малих кулястих білків за останні роки.[8]
- Кінетика ферментів: чому деякі ферменти проявляють кінетику, швидшу за дифузію?[9]
- Проблема згортання РНК: чи можна точно передбачити вторинну, третинну та четвертинну структуру послідовності полірибонуклеїнової кислоти на основі самої послідовності та середовища?
- Конструкція білка: Чи можна створити високоактивні ферменти de novo для будь-якої бажаної реакції?[10]
- Біосинтез: чи можна отримувати бажані молекули, природні продукти тощо, з високим виходом за допомогою маніпуляції шляхом біосинтезу?[11]
- Який механізм алостеричних переходів білків? Було висунуто гіпотези про узгоджені та послідовні моделі, але жодну з них не було перевірено.
- Які в рецепторів-сиріт ендогенні ліганди?
- Яка речовина є гіперполяризуючим фактором, що походить від ендотелію?

### Інше
- Чому відбувається біологічне старіння? Існує ряд гіпотез, чому виникає старіння, в тому числі й те, що його запрограмовано змінами експресії генів і що це накопичувальна шкода біологічних процесів.
- Послідовність руху. Як ми можемо рухатися так керовано, хоча рухові нервові імпульси здаються випадковими та непередбачуваними?[12]
- Як органи ростуть до правильної форми та розміру?[13] Як остаточно формуються кінцева форма і розміри органів? Частково ці процеси контролюються сигнальним шляхом Гіппо
- Чи можуть біологічні системи, що розвиваються, вказувати на час? Певною мірою це, мабуть, так, як показав ген CLOCK.
- Чому малюки так рідко народжуються з раком?[14]

## Біологія не людини

### Екологія, еволюція та палеонтологія
До нерозв'язаних проблем взаємодії організмів та їх розповсюдження в навколишньому середовищі належать:
- Парадокс планктону. Велика різноманітність фітопланктону, здається, порушує принцип конкурентного виключення.
- Кембрійський вибух. Що є причиною очевидного швидкого урізноманітнення багатоклітинного життя тварин приблизно на початку кембрію, внаслідок чого виникли майже всі сучасні типи тварин?
- Широтний градієнт різноманітності. Чому біорізноманіття збільшується, рухаючись від полюсів до екватора?
- Дарвінська таємниця ботаніки / рослин. Яка точна еволюційна історія квітів і що є причиною очевидно раптової появи майже сучасних квітів у викопних шарах?
- Відсутність скам'янілостей Loricifera. Існує щонайменше 100 видів цього типу морських тварин (багато з яких не описані), але жоден з них, як відомо, не присутній у викопних шарах.
- Дорослий вигляд ракоподібних з інфракласу Facetotecta[en]. Дорослих особин цих тварин ніколи не знаходили і їхній вигляд залишається загадкою.
- Походження змій. Від наземних чи водних ящірок пішли змії? Існують свідчення на користь обох гіпотез.
- Походження черепах. Чи розвинулися черепахи від анапсид чи діапсид? Існують свідчення на користь обох гіпотез.
- Едіакарська біота. Як слід класифікувати біоти едіакарію? Незрозуміло навіть до якого царства вони належать. Чому їх так швидко й повно витіснили кембрійські біоти?

### Етологія
До нерозв'язаних проблем, пов'язаних з поведінкою тварин, належать:
- Хомінг. Задовільне пояснення нейробіологічних механізмів, які дозволяють хомінг у тварини, ще не знайдено.
- Міграція метеликів. Як нащадки метеликів-монархів по всій Канаді та США, врешті-решт, мігруючи протягом кількох поколінь, вдається повернутися до кількох відносно невеликих місць зимування?
- Кит синій. Даних про сексуальність синього кита не так багато.[15]
- Галові оси. В основному невідомо, як перетинчастокрилі індукують утворення галів у рослин; обговорювались хімічні, механічні та вірусні тригери.

### Нелюдські органи та біомолекули
До нерозв'язаних проблем, пов'язаних зі структурою та функцією органів, процесів та біомолекул, що не належать людині, належать:
- Алкалоїди. Функція цих речовин у живих організмах, які їх продукують, не відома[16]
- Korarchaeota (архея). Метаболічні процеси цього типу археї поки що незрозумілі.
- Коловертки. Яка функція ретроцеребрального органу коловерток (псевдокоеломатних тварин)?
- Глікогенове тіло. Функція цієї структури в спинному мозку птахів не відома.
- Проблема голови членистоногих. Давня зоологічна суперечка щодо сегментарного складу голів різних груп членистоногих та того, як вони еволюційно пов'язані між собою.
- Яєчники велетенських акул. Видається, що у самок велетенських акул функціонує лише правий яєчник. Причина невідома.
- Остеодерми/пазухи стегозавра. Існує давня дискусія щодо того, чи є основною функцією остеодерм / пазух стегозаврів: захист від хижаків, сексуальний прояв, розпізнавання видів, терморегуляція чи інші функції.

## Нейрологія та пізнання

### Нейрофізіологія
| Сон                            | Яка біологічна функція сну? Чому нам сняться сни? Які основні механізми мозку? Як він пов'язаний з анестезією? |
| Нейропластичність              | Наскільки пластичний зрілий мозок? |
| Загальна анестезія             | Який механізм її впливу? |
| Нейропсихіатричні захворювання | Які нейрологічні основи (причини) психічних захворювань, таких як психотичні розлади (наприклад, манія, шизофренія), хвороби Паркінсона, Альцгеймера або залежності? Чи можливо відновити втрату сенсорної або рухової функції? |
| Нейронні обчислення            | Що таке різні типи нейронів і що вони роблять у мозку? |

### Пізнання та психологія
| Пізнання та ухвалення рішень           | Як і де мозок оцінює цінність винагороди та зусилля (вартість) для моделювання поведінки? Як попередній досвід змінює сприйняття та поведінку? Які генетичні та екологічні внески в роботу мозку? |
| Обчислювальна нейронаука               | Наскільки важливий точний час потенціалу дії для обробки інформації в неокортексі? Чи є канонічні обчислення, виконані корковими колонами? Як інформація в мозку обробляється колективною динамікою великих нейронних ланцюгів? Який рівень спрощення підходить для опису обробки інформації в мозку? Що таке нейронний код? |
| Комп'ютерна теорія розуму              | Які межі розуміння мислення як форми обчислення? |
| Свідомість                             | Що є основою суб'єктивного досвіду, пізнання, неспання, настороженості, збудження та уваги мозку? Чи існує «важка проблема свідомості»? Якщо так, то як це розв'язується? Яка, якщо така є, функція свідомості? |
| Свобода волі                           | Особливо нейронаука свободи волі |
| Мова                                   | Як це реалізується нейронно? Що лежить в основі смислового значення? |
| Навчення та пам'ять                    | Де зберігаються наші спогади і як їх знову знайти? Як можна вдосконалити навчання? Яка різниця між явними та неявними спогадами? Яка молекула відповідає за синаптичне маркування? |
| Ноогенез — поява та еволюція інтелекту | Які закони та механізми — виникнення нової ідеї (інсайт, синтез творчості, інтуїція, ухвалення рішень, еврика); розвитку (еволюції) індивідуального розуму в онтогенезі тощо? |
| Сприйняття                             | Як головний мозок передає сенсорну інформацію в цілісне, приватне сприйняття? Які правила, за якими організовується сприйняття? Які особливості/об'єкти складають наш перцептивний досвід внутрішніх і зовнішніх подій? Як інтегруються органи чуття? Який взаємозв'язок між суб'єктивним досвідом та фізичним світом?       |